# Bambir
The Bambir (в прошлом Bambir, арм. Բամբիռ) — армянская музыкальная группа, исполняющая преимущественно фолк-рок.

## История

### 1-е поколение
Название группе дал армянский народный инструмент. Образовалась в 1978 году в Гюмри (Ленинакан). Группа выступала в городах Армении, а также в Москве, Петербурге, Лос-Анджелесе, Молдавии и Грузии.
Автор песен — Гагик Барсегян (Джаг). В музыке группы используются армянские народные песни, современные аранжировки композиций Комитаса и средневековых песен.
В 1982 году на международном фестивале в Лиде (Белоруссия) «Бамбир» получила премию в категории «фолк-музыка».

### 2-е поколение
В 1992 году собралось новое поколение группы: Нарек Барсегян, Арик Григорян, Арман Кочарян и Ашот Корганян, и уже в следующем году группа дала ряд концертов в США. В 2003 году группа получила премию Armenian Music Awards победив в номинации «Лучшая Рок-Группа». Бамбир стала первой армянской рок-группой, выступившая в Иране (6 концертов) во время турне в 2004 году. В том же году Бамбир представила мистическую рок-драму «Salao», по мотивам рассказа «Старик и море» Эрнеста Хемингуэя. В 2007-м Ашот Корганян покидает группу, и место ударника занимает Вардан Паремузян. В 2009 году группа участвовала на отборочном туре для представления Армении на Евровидении. В 2010 году выпустила новый альбом, «Imitate», также группа с песней «That’s Fine With Us» приняла участие на международном конкурсе Eurovoice 2010, заняв третье место.
15 апреля 2011 года в Ереване состоялась презентация нового альбома «Armenian scotch». В альбом вошли созданные в течение 30 лет ранее неизданные произведения первого и второго составов группы. Альбом посвящён 140-летию известного армянского писателя Ованеса Туманяна и 250-летию шотландского поэта Роберта Бернса, произведения которых также вошли в альбом. Музыку для 17 из вошедших в альбом 18 песен в разные годы написал Гагик Барсегян (Джаг). По его словам, данные произведения похожи на спектакль, у которого есть название: «Armenian scotch» (Армяно-шотландский). Альбом был записан в студии Союза искусств «Нарекаци», и выпущен в США.

## Участники
Первое поколение (1978)
- Гагик «Джаг» Барсегян — вокал, гитара
- Гурген Акопджанян — вокал, флейта
- Армен Саргсян — бас
- Владимир Восканян — барабаны
- Татул Егиазарян — виолончель

Новое поколение (1992)
- Нарек «Барс» Барсегян — вокал, гитара
- Арик Григорян — вокал, флейта
- Арман Кочарян — бас
- Вардан Паремузян — барабаны

## Дискография

### Студийные альбомы
- 2005 — «Bambir»
- 2007 — «The Bambir»
- 2011 — «Armenian Scotch»
- 2015 — "Upsessions"

### Синглы
- 2010 — «That’s fine with us»
- 2012 — «Beezzy»
- 2013 — «Do You Love Me»

## Видеоклипы
- 2003 — Ալաբալանիցա (Алабаланица)
- 2005 — Մութ քաղաքի գնացքը (Dark City train)
- 2006 — Մանկական խաղեր (Детские игры)
- 2007 — Broken TV
- 2009 — Imitate
- 2010 — That’s fine with us
- 2012 — Urbane/Urban
- 2014 — Black Blouse